# Kunio Nagayama
Kunio Nagayama (永山 邦夫?, Nagayama Kunio; Prefettura di Kanagawa, 16 settembre 1970) è un ex calciatore giapponese, di ruolo centrocampista.